# Cora Crane
Cora Crane, née Cora Ethel Eaton Howarth, née le 12 juillet 1865 à New-York et morte le 5 septembre 1910 à Jacksonville, est une écrivaine et journaliste américaine, également femme d'affaires, propriétaire de discothèques et d'établissements de prostitution. Elle est surtout connue comme l'épouse de fait de l'écrivain Stephen Crane de 1896 à sa mort en 1900, et prit son nom bien qu'ils ne se soient jamais mariés.

## Jeunesse
Cora Ethel Eaton Howarth est la fille de John Howarth, peintre portraitiste, et d'Elizabeth Holder. Selon le recensement des États-Unis de 1870, la famille vivait à San Francisco lorsqu'elle avait cinq ans. Son éducation la prépare à une vie raffinée et elle fréquente la bonne société de Boston. Elle se fait connaître par ses talents de nouvelliste.
Elle s'installe ensuite à New-York, où elle connaît une succession d'aventures et de mésaventures. Pour échapper à l'obligation qu'avaient les femmes non mariées de ne paraître en société qu'accompagnées d'un chaperon, elle épouse Thomas Vinton Murphy, fils de Thomas Murphy, homme politique et ancien responsable de la collecte des droits de douane du port de New-York. Le jeune couple se lance dans les affaires, s'occupant de vente d'armes et d'une maison de jeux.
Deux ans plus tard, elle épouse le capitaine Donald William Stewart, fils de Sir Donald Martin Stewart, 1er baronnet, commandant en chef de l'Inde sous le règne de Victoria. Elle s'installe avec lui en Angleterre, où elle se taille une place dans la société à l'instar de sa compatriote Jennie Jerome, la mère de Winston Churchill, qui avait épousé Lord Randolph Churchill en 1874. Mais, lorsque le capitaine Stewart est affecté en Inde, elle choisit de rester en Angleterre, devenant une «veuve de l'Empire», selon l'expression en usage à l'époque pour désigner les femmes dans sa situation.
Après avoir vécu brièvement dans la résidence familiale de campagne, Cora s'installe à Londres où elle s'intègre à la Société de la capitale. Elle est bientôt impliquée dans une liaison très médiatisée avec l'héritier de la Chase Bank. Donald Stewart ayant découvert ses infidélités, il nourrit à son encontre une véritable haine. Il se sent d'autant plus humilié et ridiculisé qu'elle est de condition inférieure à la sienne. Au cours des dernières années de leur mariage (elle le quitte avant 1895), il est affecté dans la colonie britannique de la Côte-de-l'Or en tant que Résident. Il prend une part très active à la guerre du trône d'or (1900) contre l'empire ashanti.
Cora voyage avec son amant sur le yacht de celui-ci. À la suite d'une dispute survenue alors que le bateau est à l'ancre au large de Jacksonville, en Floride, elle quitte le navire pendant qu'elle est de quart et rejoint la terre à la nage. Elle recommence sa vie à zéro, se faisant appeler "Cora Taylor". Elle achète l'hôtel de Dreme à sa propriétaire, Ethel Dreme, et le transforme en une boîte de nuit à la mode sous le nom d'hôtel de Dream. L'élégant établissement n'est pas au sens strict un hôtel de passe car, bien qu'un homme et une femme puissent y avoir un rendez-vous galant, la relation sexuelle doit avoir lieu ailleurs.

## La vie avec Stephen Crane
Cora, toujours légalement Mrs Stewart, rencontre l'écrivain et journaliste Stephen Crane en 1896. Crane est alors à Jacksonville en route vers Cuba, où il doit couvrir la guerre hispano-américaine. Il bénéficie déjà d'une certaine notoriété grâce à son livre The Red Badge of Courage (1895), un roman basé sur la guerre de Sécession. Bien que le couple ne puisse se marier, Cora se présente désormais sous le nom de Crane. Elle reste avec lui jusqu'à sa mort, en 1900.
En 1897, Cora Crane se rend en Grèce avec Stephen afin de couvrir la guerre gréco-turque pour la presse new-yorkaise. Elle utilise à cette occasion le pseudonyme d'Imogene Carter. Certains la considèrent comme la première correspondante de guerre mais il est généralement admis qu'elle a été précédée par Jane Cazneau (1807-1878) lors de la guerre américano-mexicaine, une cinquantaine d'années auparavant. Après la guerre, les Crane s'installent en Angleterre, où ils se lient avec l'élite littéraire et rejoignent la Fabian Society. Pendant leur séjour, ils cachent la réalité de leurs ressources financières, limitées, et s'amusent sans compter. Ils louent une villa à Oxted, nommée Ravensbrook.
Cora Crane est connue dans la société en raison de son statut d'épouse Stewart. Elle est également impliquée dans un scandale, en 1898-1899, impliquant la femme et la maîtresse du romancier journaliste américain Harold Frederic. Marié et père de cinq enfants, celui-ci a une double vie à Londres avec Kate Lyon, avec qui il a trois enfants. Lorsque Frederic meurt d'un accident vasculaire cérébral en 1898, sa femme fait emprisonner Kate Lyon pour homicide involontaire. En effet, adepte de la Science chrétienne, celle-ci aurait fait appel à un guérisseur par la foi après que Frédéric eut son AVC.
Étaient aussi en jeu - et peut-être était-ce encore plus important - les revenus potentiels résultant des droits sur le roman de Frederic, The Market Place (1899), devenu un bestseller après sa mort. La société victorienne se divise, les épouses de certains éditeurs soutenant Grace Frederic et menant des campagnes de presse pour collecter des fonds pour ses enfants. Pour sa part, Cora Crane choisit de s'occuper des enfants illégitimes de Kate Lyon à son domicile de Brede Place, pendant que leur mère est en prison. Pendant cette période, elle mène sa propre campagne pour collecter de l'argent à leur profit. Lyon est finalement acquittée. Joseph Conrad déclare à l'époque que Cora Crane est "la seule chrétienne en vue", en raison de son comportement dans cette affaire.
Sa santé déclinant du fait de la tuberculose, Stephen Crane part pour la station thermale de Badenweiler, à la lisière de la Forêt-Noire. Il y meurt le 5 juin 1900, à l'âge de 28 ans. Par testament, il lègue tout ce qu'il possède à Cora. Elle organise le retour de son corps aux États-Unis ainsi que son enterrement, dans son État natal du New Jersey.

## Retour à Jacksonville
En 1901, Cora retourne à Jacksonville. Une grande partie du centre-ville y est en ruines après le grand incendie du 3 mai. Le secteur de Ward Street Bordello, dans le quartier de LaVilla, a échappé à la destruction générale. Elle trouve du financement et construit ce qui est devenu un établissement de prostitution emblématique de ce quartier. Appelé The Court, il est situé à l'angle sud-ouest des rues Ward (aujourd'hui Houston) et Davis. Le bâtiment en brique de deux étages compte 14 chambres ( "petits salons"), une salle de bal, des cuisines et une salle à manger, ainsi qu'une annexe de huit chambres. Les affaires explosent et rapidement, Cora acquiert des parts dans plusieurs autres "complexes". Elle construit également un vaste établissement de même nature, tendance tropicale, à Pablo Beach. Elle l'appelle Palmetto Lodge.
Le 1er juin 1905, Cora épouse Hammond P. McNeill, 25 ans, issu d'une importante famille de Caroline du Sud. Il travaille pour elle en tant que directeur de The Annex, un bar dont elle est copropriétaire à l'hôtel Everett. McNeill est le neveu d'Anna McNeill Whistler, mère de l'artiste James Whistler et sujet de son célèbre tableau Arrangement en gris et noir n°1. Le mariage se solde par un divorce après un nouveau scandale : alors que Cora pique-nique avec un homme que McNeill soupçonne d'être son amant, il tire sur celui-ci et le tue. Il est acquitté, les lois de l'époque favorisant les droits des maris. Entièrement composé d'hommes, le jury prend position en sa faveur. Le jugement de divorce, qui suit de peu le procès, interdit à Cora de porter le nom de McNeill. Elle utilise de nouveau celui de Crane.
Crane devient une contributrice régulière à certains des principaux périodiques du pays, notamment The Smart Set et Harper's Weekly. Mais elle devient tourmentée et adopte un style de vie bohème. Elle prévoit de retourner en Europe dont elle apprécie l'atmosphère et d'y reprendre une activité littéraire.
Au cours des trois dernières années de sa vie, elle passe une grande partie de son temps à Pablo Beach, en Floride (aujourd'hui Jacksonville Beach), entretenant également une résidence dans la ville de Jacksonville. En 1910, elle subit un accident vasculaire cérébral puis, la même année, une insolation après avoir aidé à pousser une voiture ensablée. Elle retourne dans sa maison et y meurt le 5 septembre 1910, à l'âge de quarante-cinq ans. Elle est enterrée au cimetière Evergreen de Jacksonville, en Floride.

## Héritage
- L'Université de Columbia a acheté une grande partie des papiers de Stephen Crane à la succession de Cora Crane.
- L'Université de Columbia a présenté une exposition : « The Tall Swift Shadow of a Ship at Night » : Stephen et Cora Crane, du 2 novembre 1995 au 16 février 1996[4].